# Cala Millor
Cala Millor es una localidad española situada en la costa del Levante de Mallorca, la mayor de las Islas Baleares, distribuida entre los municipios de San Lorenzo del Cardezar y Son Servera.

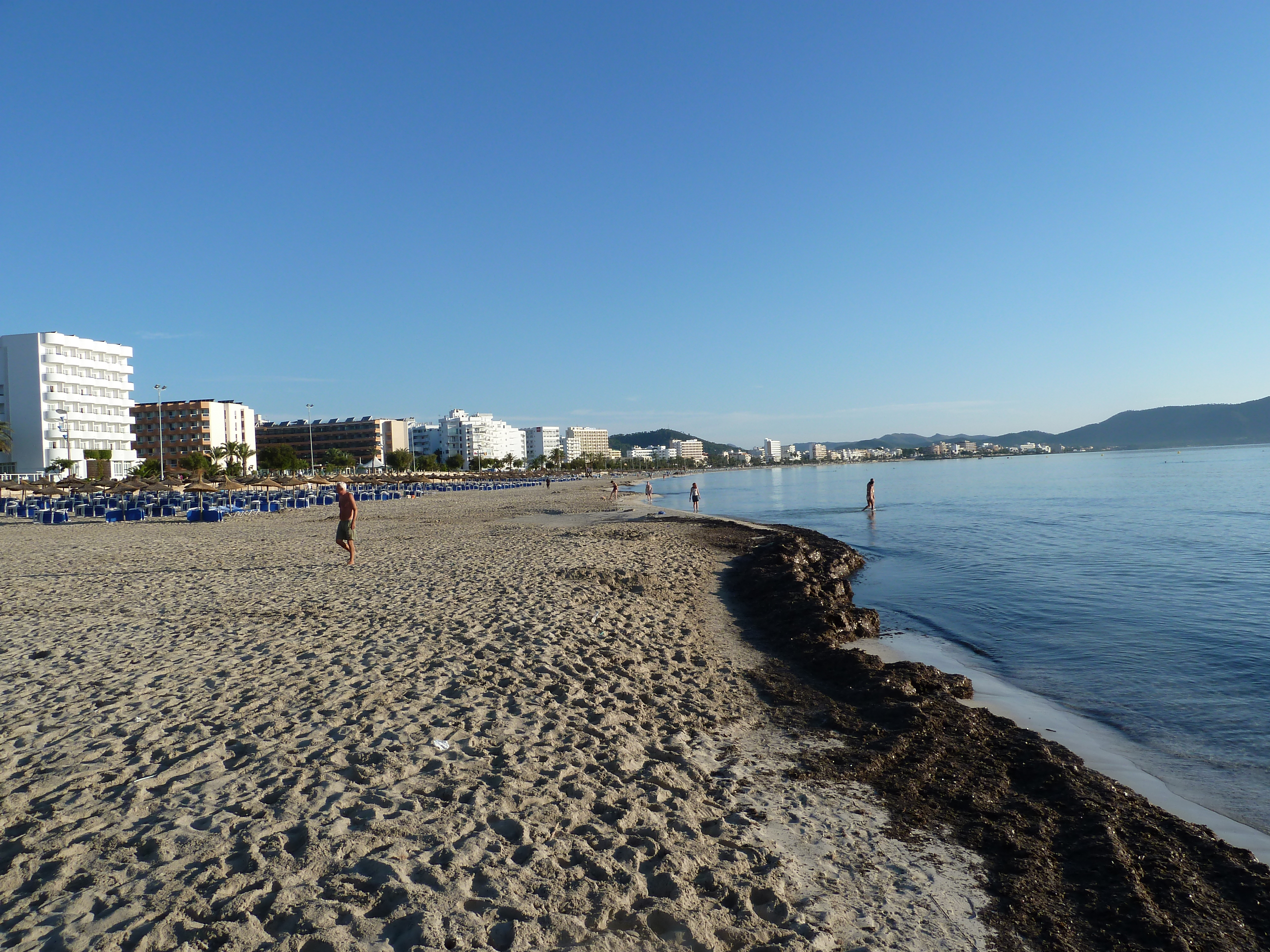
Playa de Cala Millor

Desarrollada a lo largo de la costa, ocupa buena parte de la bahía en la que se encuentra. El atractivo más destacado de Cala Millor es su extensa playa, la cual se extiende a lo largo de casi dos kilómetros, con un paseo marítimo que la recorre de arriba abajo. La oferta de alojamiento es muy variada y de calidad, con la mayoría de hoteles y apartamentos situados en primera línea delante del mar, con una zona peatonal detrás. Son muchos los turistas que año tras año, eligen alguno de estos hoteles para disfrutar sus vacaciones, con la familia o con los amigos. También se encuentran tiendas de todo tipo y una gran cantidad de cafeterías, bares y restaurantes.

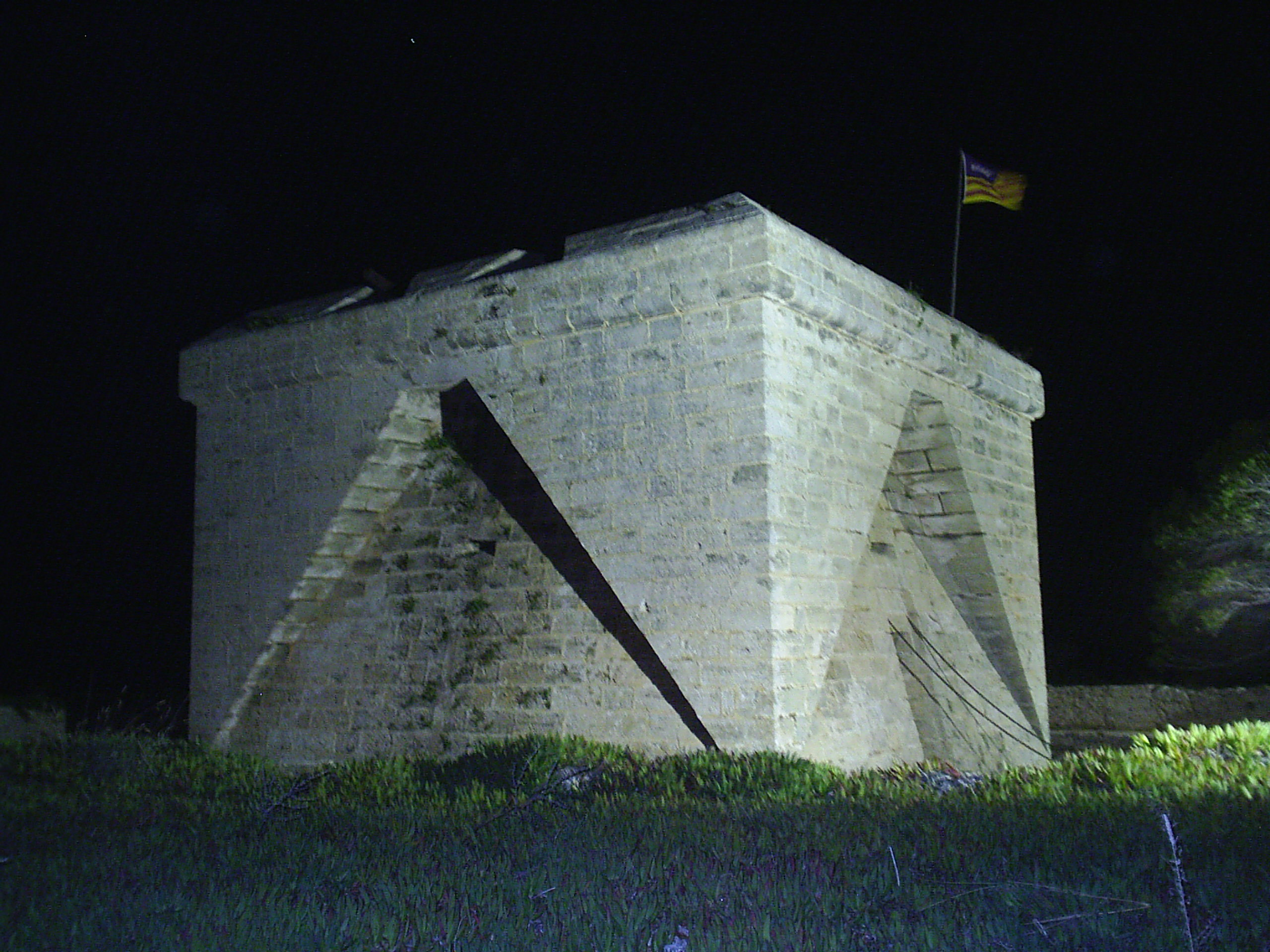
Torre de Punta N'Amer, cerca de Cala Millor.

El primer hotel se edificó en 1933 y fue el hotel Eureka, por aquel entonces solamente había unas pequeñas casas de campesinos, utilizadas para almacenar algas para los animales y como lugar de veraneo. De la misma manera que otros lugares de la costa de Mallorca, durante la década de los sesenta con el boom turístico, se inició la construcción en masa de hoteles y apartamentos. Desde entonces, los establecimientos privados y los espacios públicos, han sufrido constantes reformas de embellecimiento y mejora.
La playa de Cala Millor, con una longitud de 1750 metros y 35 m de ancho es una de las más concurridas durante el verano, con unas aguas transparentes y limpias. Actualmente la regeneración natural de la arena presenta problemas, debido a la destrucción del sistema de dunas con la construcción de los hoteles y apartamentos sobre la playa, por este motivo se ha tenido que recurrir a la regeneración artificial de arena.
Cala Millor posee gran cantidad de tiendas, restaurantes y bares. En su playa encontramos socorristas, duchas, deportes, hamacas, sombrillas y un servicio de alquiler de velomares.

## Deportes
Los deportes también tienen su lugar en Cala Millor con diferentes puntos donde alquilar bicicletas, muy adecuadas para desplazarse de un lugar a otro, ya que el terreno es plano y hay muchas zonas cerradas al tránsito motorizado, se puede practicar el tenis, squash, fútbol, voleibol en la playa, buceo, bodyboard, surf etc. Muchas de estas actividades se pueden practicar en los mismos hoteles.
En 1981 la Asociación Hotelera de la Bahía de Cala Millor financió la construcción de un campo de fútbol en Son Moro, con capacidad para 9000 espectadores. El Campo de Deportes Badia Cala Millor se inauguró con un partido entre el Real Mallorca y el Nottingham Forest, que asiduamente realizaba concentraciones en Cala Millor. En el estadio jugó como local el Club Deportivo Cala Millor, equipo que en los años 1980, bajo el patrocinio de los hoteleros locales, alcanzó la Segunda División B. En 2014 se llevó a cabo el derribo del recinto para la construcción de un nuevo complejo deportivo.